# Newport (Nova York)
Newport és una població dels Estats Units a l'estat de Nova York. Segons el cens del 2000 tenia 640 habitants.

## Demografia
Segons el cens del 2000, Newport tenia 640 habitants, 262 habitatges, i 165 famílies. La densitat de població era de 484,5 habitants per km².
Dels 262 habitatges en un 32,1% hi vivien nens de menys de 18 anys, en un 46,9% hi vivien parelles casades, en un 12,6% dones solteres, i en un 37% no eren unitats familiars. En el 33,2% dels habitatges hi vivien persones soles el 16,4% de les quals corresponia a persones de 65 anys o més que vivien soles. El nombre mitjà de persones vivint en cada habitatge era de 2,44 i el nombre mitjà de persones que vivien en cada família era de 3,1.
Per edats la població es repartia de la següent manera: un 25,6% tenia menys de 18 anys, un 6,1% entre 18 i 24, un 28,9% entre 25 i 44, un 20,5% de 45 a 60 i un 18,9% 65 anys o més.
L'edat mediana era de 38 anys. Per cada 100 dones de 18 o més anys hi havia 81,7 homes.
La renda mediana per habitatge era de 33.750 $ i la renda mediana per família de 41.111 $. Els homes tenien una renda mediana de 32.500 $ mentre que les dones 26.528 $. La renda per capita de la població era de 18.324 $. Entorn del 6,5% de les famílies i el 23,4% de la població estaven per davall del llindar de pobresa.